# Liste des maires de Rapallo
Pour un article plus général, voir Rapallo.
La liste qui suit présente les maires de Rapallo dans la province de Gênes.

## République ligurienne(1797-1805)
| Période                                  | Période | Identité              | Étiquette | Qualité                                 |
| ---------------------------------------- | ------- | --------------------- | --------- | --------------------------------------- |
| 1797                                     | 1798    | Gio Batta Macera      |           | Président provisoire de la municipalité |
| 1798                                     | 1799    | Gio Stefano Bergonzo  |           | Président provisoire de la municipalité |
| 1799                                     | 1800    | Gio Stefano Figallo   |           | Président provisoire de la municipalité |
| 1800                                     | 1803    | Domenico Belviso      |           | Président provisoire de la municipalité |
| 1803                                     | 1805    | Gian Stefano Bergonzi |           | Président provisoire de la municipalité |
| Les données manquantes sont à compléter. |         |                       |           |                                         |

## Premier Empire(1805-1815)
| Période                                  | Période | Identité               | Étiquette | Qualité |
| ---------------------------------------- | ------- | ---------------------- | --------- | ------- |
| 1805                                     | 1808    | Giuseppe Assereto      |           | Maire   |
| 1808                                     | 1811    | Stefano Luigi Ferretto |           | Maire   |
| 1811                                     | 1815    | Francesco Molfini      |           | Maire   |
| Les données manquantes sont à compléter. |         |                        |           |         |

## Royaume de Sardaigne(1815-1861)
| Période                                  | Période | Identité                | Étiquette | Qualité |
| ---------------------------------------- | ------- | ----------------------- | --------- | ------- |
| 1815                                     | 1817    | Francesco Molfini       |           | Maire   |
| 1817                                     | 1822    | Gio Andrea Agrifoglio   |           | Maire   |
| 1822                                     | 1824    | Francesco Molfini       |           | Maire   |
| 1824                                     | 1826    | Pietro Ferretto         |           | Maire   |
| 1826                                     | 1830    | Ambrogio Tasso          |           | Maire   |
| 1830                                     | 1832    | Luigi Capurro           |           | Maire   |
| 1832                                     | 1834    | Giacomo Giudice         |           | Maire   |
| 1834                                     | 1838    | Francesco Molfini       |           | Maire   |
| 1838                                     | 1846    | P. Pellerano            |           | Maire   |
| 1846                                     | 1847    | Francesco Maria Molfini |           | Maire   |
| 1847                                     | 1849    | Agostino Zunino         |           | Maire   |
| 1849                                     | 1852    | Stefano De Martini      |           | Maire   |
| 1852                                     | 1853    | Giuseppe Fontana        |           | Maire   |
| 1853                                     | 1854    | Giambattista Luxardo    |           | Maire   |
| 1854                                     | 1860    | Ambrogio Tasso          |           | Maire   |
| Les données manquantes sont à compléter. |         |                         |           |         |

## Royaume d’Italie (1870-1946)
| Période                                  | Période | Identité         | Étiquette | Qualité  |
| ---------------------------------------- | ------- | ---------------- | --------- | -------- |
| 1860                                     | 1863    | Gio Carlo Serra  |           | Maire    |
| 1863                                     | 1866    | Ambrogio Molfino |           | Maire    |
| 1866                                     | 1868    | Carlo Oliva      |           | Maire    |
| 1868                                     | 1873    | Agostino Norero  |           | Maire    |
| 1873                                     | 1877    | Paolo Bontempo   |           | Maire    |
| 1877                                     | 1883    | Giovanni Vignolo |           | Maire    |
| 1883                                     | 1884    | Agostino Norero  |           | Maire    |
| 1884                                     | 1892    | Angelo Prandoni  |           | Maire    |
| 1892                                     | 1894    | Lorenzo Ricci    |           | Maire    |
| 1894                                     | 1902    | Giovanni Nove    |           | Maire    |
| 1902                                     | 1905    | Giacomo Stagno   |           | Maire    |
| 1905                                     | 1910    | Giacomo Massone  |           | Maire    |
| 1910                                     | 1925    | Lorenzo Ricci    |           | Maire    |
| 1925                                     | 1927    | Andrea Canessa   |           | Podestat |
| 1927                                     | 1940    | Silvio Solari    |           | Podestat |
| 1940                                     | 1945    | Giacomo Costa    |           | Podestat |
| Les données manquantes sont à compléter. |         |                  |           |          |

## République italienne (1946-aujourd’hui)

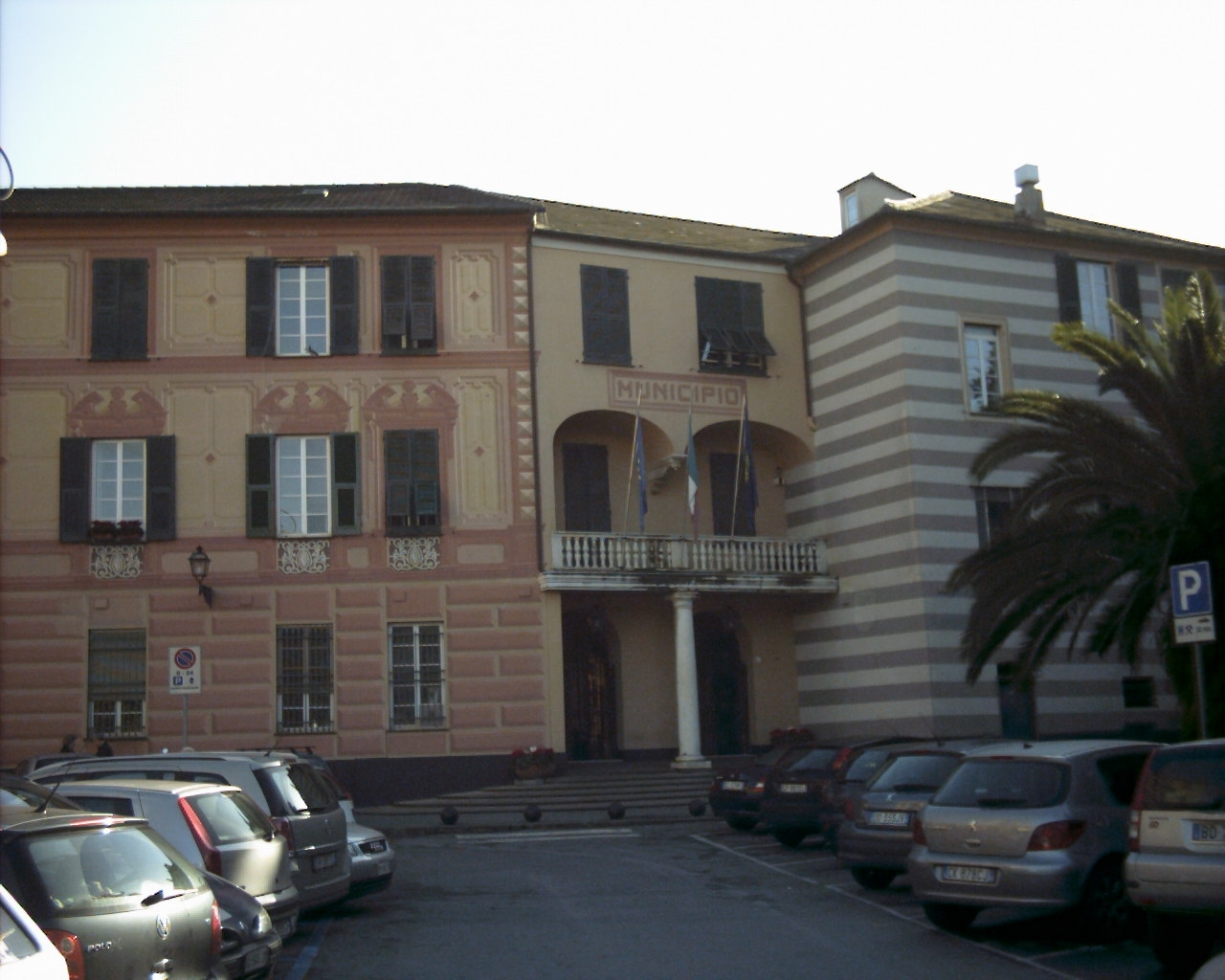
Mairie de Rapallo

| Période                                  | Période         | Identité                | Étiquette    | Qualité            |
| ---------------------------------------- | --------------- | ----------------------- | ------------ | ------------------ |
| 1945                                     | 1950            | Giovanni Maggio         |              | Maire              |
| 1950                                     | 1956            | Umberto Grasso          |              | Maire              |
| 1956                                     | 1970            | Rinaldo Turpini         |              | Maire              |
| 1970                                     | 1975            | Maurizio Roncagliolo    |              | Maire              |
| 1975                                     | 1980            | Francesco Maria Ruffini |              | Maire              |
| 1980                                     | 1990            | Mauro Cordano           |              | Maire              |
| 1990                                     | 1994            | Gian Nicola Amoretti    |              | Maire              |
| 1994                                     | 17 juillet 2004 | Roberto Bagnasco        | Forza Italia | Maire              |
| 17 juillet 2004                          | 5 octobre 2006  | Armando Ezio Capurro    |              | Maire              |
| 6 octobre 2006                           | 11 juin 2007    | Mario Spanu             |              | Commissaire Préfet |
| 11 juin 2007                             | En cours        | Mentore Campodonico     |              | Maire              |
| Les données manquantes sont à compléter. |                 |                         |              |                    |